# Kenny McIntosh (giocatore di football americano)
Kenneth McIntosh (Fort Lauderdale, 3 marzo 2000) è un giocatore di football americano statunitense che milita nel ruolo di running back per i Seattle Seahawks della National Football League (NFL).

## Carriera universitaria
McIntosh scese sporadicamente in campo nella sua prima stagione a Georgia nel 2019, correndo 174 yard e 2 touchdown su 25 portate, chiuso dagli altri running back D'Andre Swift, Brian Herrien, Zamir White e James Cook. Nella stagione 2020 accorciata per la pandemia di COVID-19 corse 251 yard (terzo dietro a White e Cook) e un touchdown su 47 portate (secondo dietro a White). Nel 2021 disputò 13 partite (inclusa la finale della Southeastern Conference e due gare di playoff), con 328 yard e 3 touchdown su 58 possessi (terzo dietro a White e Cook), oltre a 242 yard ricevute e 2 touchdown su ricezione.
Il 31 dicembre 2021, nel primo quarto dell'Orange Bowl contro Michigan (primo turno dei playoff), Georgia compì una giocata in cui McIntosh ricevette il pallone dal quarterback Stetson Bennett, corse sulla destra e completò un passaggio da touchdown da 18 yard per il wide receiver Adonai Mitchell, portando I Bulldogs in vantaggio per 14–0. Georgia vinse per 34-11, qualificandosi per la finale di campionato. Lì McIntosh corse due volte per 6 yard e ricevette 3 passaggi per 23 yard nella vittoria per 33-18 su Alabama.
Nel 2022 McIntosh stabilì i propri primati personali in corse (136), yard corse (709), touchdown su corsa (10), ricezioni (37) e yard ricevute (260) in tredici partite. Georgia si riconfermò campione NCAA.

## Carriera professionistica
McIntosh fu scelto nel corso del settimo giro (237º assoluto) del Draft NFL 2023 dai Seattle Seahawks. Il 9 settembre 2023 fu inserito in lista infortunati. Debuttò come professionista subentrando nella gara della settimana 12 contro i San Francisco 49ers giocando tre snap negli special team. La sua stagione da rookie si chiuse con tre presenze, nessuna delle quali come titolare.
McIntosh tentò le prime tre corse nella gara del terzo turno della stagione 2024, guadagnando 11 yard nella vittoria per 24-3 contro i Miami Dolphins. Nella settimana 14, con Kenneth Walker III infortunato, trovò maggior spazio, correndo 38 yard su 7 tentativi nella vittoria sugli Arizona Cardinals. Nel penultimo turno corse un massimo stagionale di 46 yard nella vittoria esterna sui Chicago Bears.

## Vita privata
McIntosh è il fratello del defensive end della NFL R.J. McIntosh.